# استون مارتین دی‌بی۱۱
استون مارتین دی‌بی۱۱ (انگلیسی: Aston Martin DB11) خودروی موتور جلو-محور عقب در کلاس جی‌تی است، که توسط ماریک ریچمن طراحی شده و از سال ۲۰۱۶ در دو مدل کوپه و کروکی، توسط شرکت بریتانیایی استون مارتین تولید و عرضه می‌شود.